# Komjatice
Komjatice  (Húngaro: Komját) municipio y villa del distrito de Nové Zámky en el sudoeste de Eslovaquia, en la región de Nitra. Según el último censo de 2005 la población es de 4263 habitantes.

## Historia
El primer documento escrito haciendo referencia a Komjatice data de 1256.

## Demografía
| Año        | 1994 | 2004    | 2014    | 2024    |
| ---------- | ---- | ------- | ------- | ------- |
| Población  | 4048 | 4260    | 4304    | 4210    |
| Diferencia |      | +5,23 % | +1,03 % | −2,18 % |

| Año        | 2023 | 2024    |
| ---------- | ---- | ------- |
| Población  | 4197 | 4210    |
| Diferencia |      | +0,30 % |

## Lugares de interés
- Iglesia católica de Santa Isabel de 1751 situada en el centro del pueblo
- Iglesia católica de San Pedro y San Pablo de 1615 en el extremo occidental del pueblo
- Lago Štrkáreň situado en el este del pueblo junto a la carretera de Černík.
- Parque situado en el centro del pueblo con interesantes árboles no autóctonos.
- El Agujero del cura (Kňazova jama)

## Composición étnica
- Eslovacos 98,05 %
- Húngaros 0,69%
- Checos 0,50%
- Gitanos 0,24%
- Otros 0,52%

## Religión
- Católicos 95,06 %
- Ateos 3,21 %
- Protestantes 0,43 %
- Ortodoxos 0,07 %
- Otros 1,23 %

## Habitantes ilustres
El actual ministro de economía de Eslovaquia Ľubomír Jahnátek es orihundo de Komjatice.

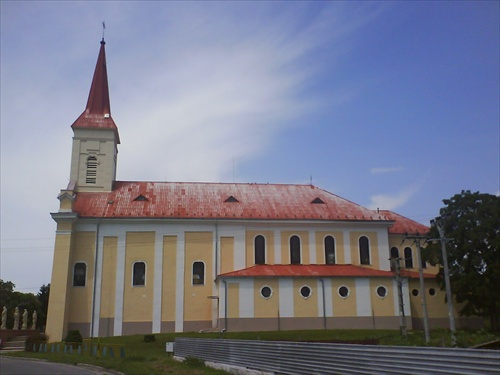
Iglesia de Santa Isabel, fachada lateral.

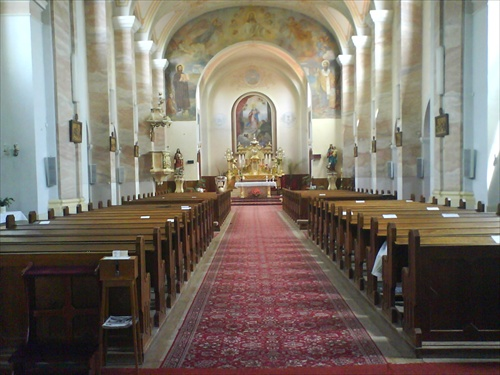
Interior de la Iglesia.

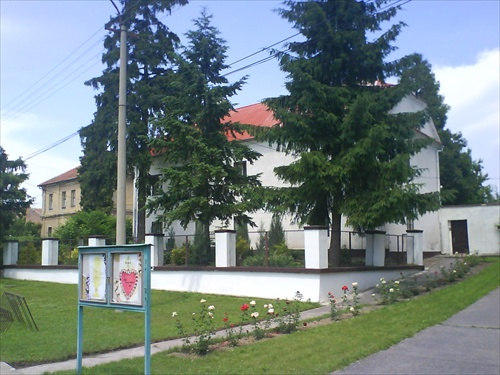
Iglesia de Komjatice.

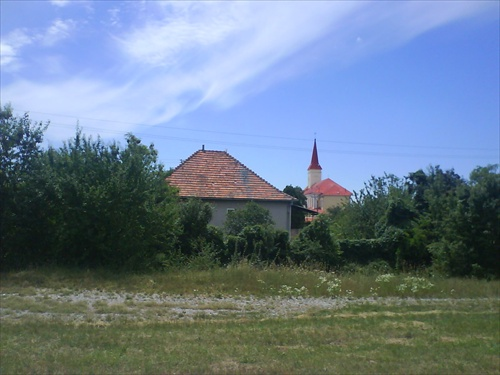
Foto de la última casa del pueblo.

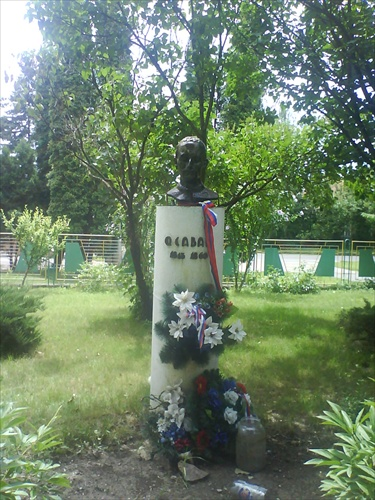
Estatua de Ondrej Cabana.

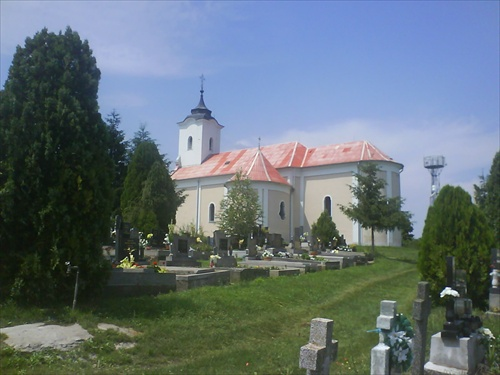
Iglesia de San Pedro y San Pablo.

## Clima
Está situada en la zona templada y tiene un clima continental, con cuatro estaciones. Con una marcada variación entre los veranos cálidos y los inviernos fríos y húmedos. Es una de las más cálidas y secas de Eslovaquia. En los últimos años, la transición de verano a invierno y de invierno a verano está siendo rápida, con cortos períodos de otoño y primavera. La nieve se produce con menos frecuencia que antes. 
|                               | Ene | Feb | Mar | Abr | May | Jun | Jul | Ago | Sep | Oct | Nov | Dic | Año |
| ----------------------------- | --- | --- | --- | --- | --- | --- | --- | --- | --- | --- | --- | --- | --- |
| Temperatura media máxima (°C) | 2   | 4   | 10  | 15  | 20  | 23  | 26  | 26  | 21  | 15  | 7   | 3   | 15  |
| Temperatura media mínima (°C) | -3  | -2  | 1   | 4   | 9   | 12  | 14  | 13  | 10  | 5   | 1   | -1  | 5   |
| Lluvias medias mensuales (cm) | 3   | 4   | 3   | 3   | 5   | 7   | 6   | 6   | 3   | 4   | 5   | 5   | 58  |

- Horas de sol al año: 1976,4 horas (5,4 horas/día)
- La temperatura media anual: 10 °C

1 Weatherbase
Historical Weather for Bratislava, Slovakia. Published by Weatherbase. Access date 30 de abril de 2007.